# جسر جوردي هوي الدولي
جسر جوردي هوي الدولي هو جسر قيد الإنشاء على نهر ديترويت.بدأ بناء الجسر في 2018  وتم تسمية الجسر على اسم لاعب هوكي الجليد جوردي هوي الذي توفى قبل البدأ في إنشاء الجسر بسنتين. من المتوقع الانتهاء من بناء الجسر في 2024.